# انستیتو دولتی سینما و تئاتر ایروان
انستیتو دولتی سینما و تئاتر ایروان (ارمنی: Երևանի թատրոնի և կինոյի պետական ինստիտուտ؛ انگلیسی: Yerevan State Institute of Theatre and Cinematography) یک دانشگاه دولتی و انستیتو آموزش عالی مستقر در ایروان پایتخت ارمنستان می‌باشد. این دانشگاه در سال ۱۹۴۴ تحت عنوان انستیتو دولتی هنرهای نمایشی ایروان بنیانگذاری شد. در سال ۱۹۵۳ این دانشگاه به آکادمی دولتی هنرهای زیبای ارمنستان پیوست و تا سال ۱۹۹۴ به عنوان بخشی از انستیتو دولتی تئاتر و هنر ایروان فعالیت می‌کرد.

## رئیسان
- واویک وارطانیان (۱۹۵۲–۱۹۴۹)
- آرا سارگسیان (۱۹۵۹–۱۹۵۳)
- مارتین زاریان (۱۹؟ -۱۹۵۹)
- واهاگن مکرتچیان (۱۹۹۴_۱۹؟)
- واهه شاهوردیان (۱۹۹۷–۱۹۹۴)
- سوس سارگسیان (۲۰۰۵–۱۹۹۷)
- هراچیا گاسپاریان (۲۰۱۰–۲۰۰۵)
- آرمن مازمانیان (۲۰۱۴–۲۰۱۰)
- داویت مورادیان (۲۰۱۴-اکنون)